# Hillenbrand Inc.
Hillenbrand — американский конгломерат. Начало деятельности компании ознаменовало приобретением Джоном А. Хилленбрандом компании по производству гробов Batesville Casket в Бейтсвилле в 1906 году. Когда в 1929 году Hill-Rom был основан сыном Джона Хилленбранда, Уильямом А. Хилленбрандом, компания расширилась в направлении медицинских технологий. В 1971 году Hillenbrand Industries стала публичной. Позднее из конгломерата была выделена компания Hill-Rom, производитель медицинского оборудования, а Batesville стал стала дочерней компанией Hillenbrand Inc. В настоящее время Hillenbrand Inc. является холдингом для нескольких машиностроительных компаний, включая немецкую Coperion с 2012 года.
На сегодняшний день Hillenbrand остаётся одним из крупнейших производителей гробов в Соединенных Штатах с брендом Batesville, который вырос до 35 % от общего объёма продаж группы в 2017 году.